# Lara Croft: Tomb Raider
Lara Croft: Tomb Raider (în traducere Lara Croft: Jefuitoarea de Morminte sau pur și simplu Tomb Raider) este un film bazat pe seria de jocuri video numită Tomb Raider, ce o are ca protagonistă pe Lara Croft. A fost lansat în 15 iunie 2001. Personajul Larei de pe marile ecrane nu a fost portretizat ca un personaj creat pe calculator, ci a fost interpretat de cunoscuta actriță Angelina Jolie.
Printre alte locuri, filmul a fost turnat și la renumitul templu Angkor din Cambodgia.
În vara anului 2003 a apărut continuarea acestui film, Tomb Raider: Leagănul vieții.

## Acțiunea
Un membru din dintr-o familie aristocratică bogată din Anglia , Lara Croft este o "jefuitoare de morminte" (trad. tomb raider) care are ca hobby colectarea de artefacte vechi din ruinele unor temple, orașe, etc. de pe întreg mapamondul, și își riscă chiar și viața ca să pună mâna pe ele. Ea este foarte bine antrenată în lupta corp-la-corp, trasul cu arma, și cunoaște multe limbi străine, fiind întotdeauna foarte bine echipată. Planetele sistemului nostru solar sunt pe cale de a intra toate într-o aliniere perfectă (lucru ce se întâmplă doar odată la 5.000 de ani). Acest lucru a înființat o societate secretă numită Illuminati care este în căutarea talismanului care îi dă posesorului puterea de a controla timpul.
Oricum, Iluminații au nevoie de un ceas special pe post de cheie pentru a putea căuta mai ușor talismanul. Ei sunt presați de timp, având numai o săptămână la dispoziție pentru a găsi talismanul altfel vor trebui să mai aștepte încă o altă aliniere.
Se întâmplă ca Lara să găsească această cheie în pereții casei sale. Iluminații fură această cheie de la ea, iar Lara primește o scrisoare foarte veche de la lordul Richard Croft, tatăl ei care a murit, spunându-i despre agenda societății (tatăl ei a ascuns și el cheia). Acum ea trebuie să facă rost de cheie și să distrugă talismanul înainte ca Iluminații să pună mâna pe el.

## Distribuția principală
- Angelina Jolie - Lara Croft
- Jon Voight - Richard Croft, tatăl Larei
- Iain Glen - Manfred Powell
- Noah Taylor - Bryce
- Daniel Craig - Alex West
- Richard Johnson - Distinguished Gentleman
- Chris Barrie - Hillary
- Julian Rhind-Tutt - Mr. Pimms
- Leslie Phillips - Wilson

## Trivia

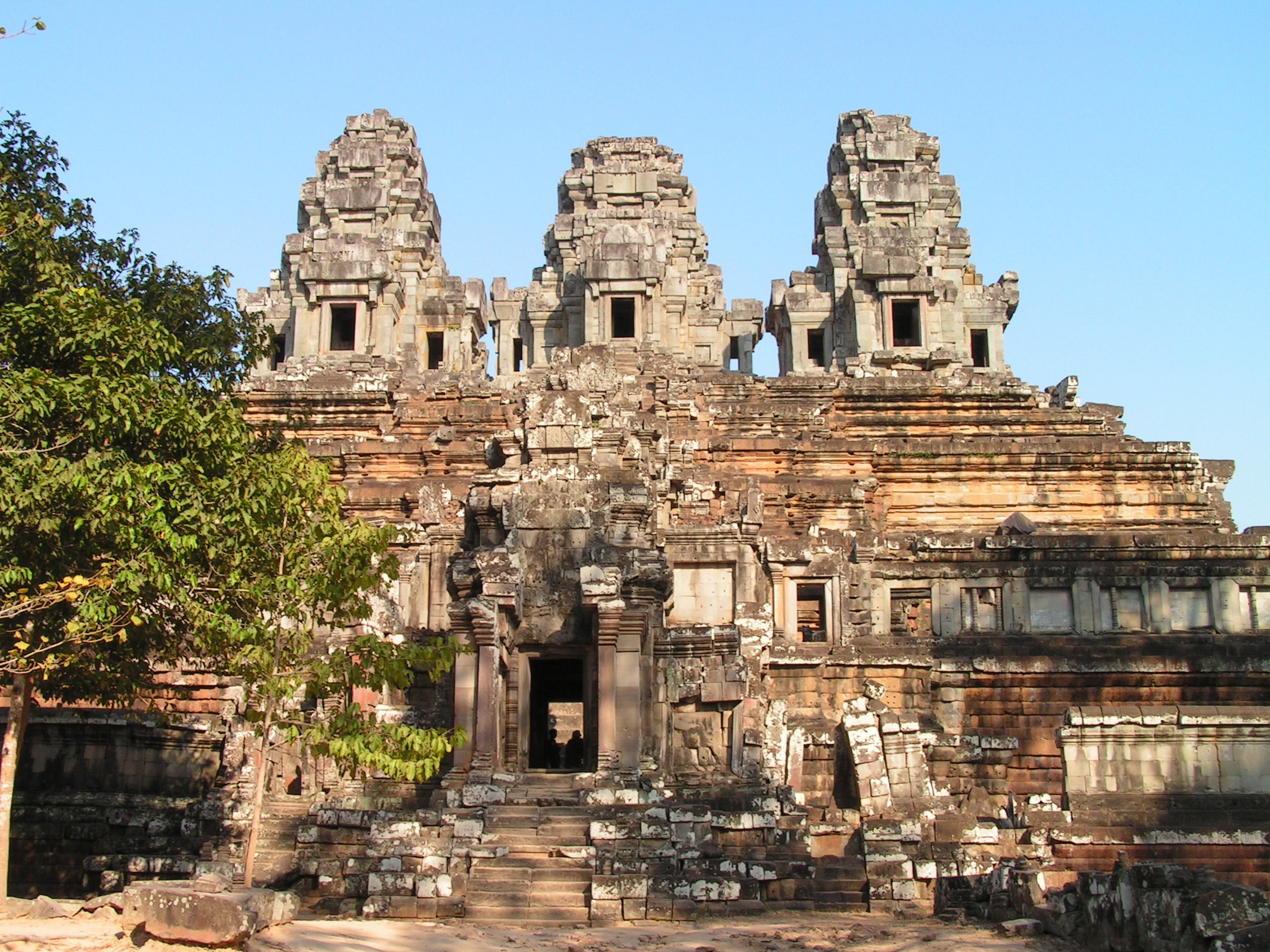
Ta Keo la Angkor

- Alegerea Angelinei pentru a juca rolul Larei a fost foarte controversată, stârnind păreri pro și contra în rândul fanilor, care credau că nu are fizicul adecvat opentru a o juca pe eroina cu sânii mari; alții s-au plâns de faptul că o actriță americană nu poate să joace rolul unui personaj englez. Deși Jolie a rămas prioritară rolului, numeroase alte actrițe sau persoane erau propuse să joace rolul Larei, în special Demi Moore. Modelul sexy Linsey Dawn McKenzie era și ea planificată să ia parte la film.
- Jolie a purtat un sutien de umplutură pe toată perioada filmărilor, pentru a-și apropia caracteristicile fizicului de cele ale eroinei; acest lucru nu s-a mai întâmplat și în cel de-al doilea film.